# Johann Heinrich Sierck
Johann Heinrich Sierck (* 27. November 1817 in Preetz; † 28. Mai 1900 in Dresden) war ein deutscher Pfarrer und Politiker.

## Leben
Als Sohn eines Knabenlehrers geboren, studierte Sierck nach dem Besuch der Lübecker Schule Evangelische Theologie und Philologie in Kiel, Jena und Tübingen. Während seines Studiums wurde er 1838 Mitglied der Burschenschaft Albertina Kiel und 1840 der Burschenschaft Germania Tübingen. 1844 machte er sein Examen. Wegen seiner Beteiligung an der Erhebung gegen Dänemark wurde er mit Nichtanstellung bestraft. 1846 wurde er Diakon in Wesselburen. Bei der nächsten Erhebung gegen Dänemark war er wieder beteiligt, dieses Mal als Freiwilliger im Rantzau’schen Freikorps. 1850/51 gehörte er der Gesetzgebenden Schleswig-Holsteinischen Landesversammlung an. 1864 wurde er Pfarrer in Wesselburen, 1866 in Waabs. Nach seinem Ausscheiden 1891 zog er nach Dresden.